# Esteban Chaves
Jhoan Esteban Chaves Rubio (ur. 17 stycznia 1990 w Bogocie) – kolumbijski kolarz szosowy. Olimpijczyk (2016 i 2020).

## Osiągnięcia
Opracowano na podstawie:

2011
- 1. miejsce w Tour de l’Avenir

2012
- 1. miejsce klasyfikacji młodzieżowej Vuelta a Colombia
- 2. miejsce w Prueba Villafranca-Ordiziako Klasika
- 3. miejsce w Vuelta a Burgos
  - 1. miejsce w klasyfikacji młodzieżowej
  - 1. miejsce na 5. etapie
- 1. miejsce w Gran Premio Città di Camaiore

2014
- 1. miejsce na 6. etapie Tour of California
- 1. miejsce na 8. etapie Tour de Suisse
- 3. miejsce w Tour of Beijing
  - 1. miejsce w klasyfikacji młodzieżowej

2015
- 1. miejsce na 1. etapie Giro d’Italia (jazda drużynowa na czas)
- 5. miejsce w Vuelta a España
  - 1. miejsce na 2. i 6. etapie
- 1. miejsce w Abu Dhabi Tour
  - 1. miejsce w klasyfikacji młodzieżowej
  - 1. miejsce na 3. etapie

2016
- 2. miejsce w Giro d’Italia
  - 1. miejsce na 14. etapie
- 3. miejsce w Vuelta a España
- 1. miejsce w Giro dell’Emilia
- 1. miejsce w Giro di Lombardia

2017
- 2. miejsce w Tour Down Under

2018
- 1. miejsce w Herald Sun Tour
  - 1. miejsce na 3. etapie
- 1. miejsce na 6. etapie Giro d’Italia

2019
- 1. miejsce na 19. etapie Giro d’Italia

2021
- 1. miejsce w klasyfikacji górskiej Volta Ciclista a Catalunya
  - 1. miejsce w klasyfikacji sprinterskiej
  - 1. miejsce na 4. etapie
- 3. miejsce w Grosser Preis des Kantons Aargau

2022
- 2. miejsce w mistrzostwach Kolumbii (jazda indywidualna na czas)
- 3. miejsce w mistrzostwach Kolumbii (start wspólny)
- 2. miejsce w Mont Ventoux Dénivelé Challenge

## Rankingi
| Rok              | 2011 | 2012 | 2013 | 2014 | 2015 | 2016 | 2017 | 2018 | 2019 | 2020 | 2021 | 2022 | 2023 | 2024 |
| ---------------- | ---- | ---- | ---- | ---- | ---- | ---- | ---- | ---- | ---- | ---- | ---- | ---- | ---- | ---- |
| UCI World Tour   |      |      |      | 64.  | 39.  | 9.   | 66.  | 164. |      |      |      |      |      |      |
| World Ranking    |      |      |      |      |      | 10.  | 99.  | 287. | 252. | 128. | 92.  | 101. | 242. | 439. |
| UCI Europe Tour  | 363. | 29.  | -    |      |      | 161. | -    | -    |      |      |      |      |      |      |
| UCI America Tour | -    | 393. | -    |      |      | 177. | -    | -    | 24.  | 12.  | 8.   | 11.  | 20.  | 43.  |
| UCI Oceania Tour | -    | -    | -    |      |      | -    | 33.  | 6.   |      |      |      |      |      |      |
|                  |      |      |      |      |      |      |      |      |      |      |      |      |      |      |
| Źródło: UCI      |      |      |      |      |      |      |      |      |      |      |      |      |      |      |